# 钟建新
钟建新，凝聚态物理学专家，湘潭大学教授。入选中华人民共和国教育部第八批"长江学者"特聘教授、中国“国家百千万人才工程”，享受国务院政府特殊津贴，曾获得“国家教学名师奖”。